# ユーリー・ドルゴルーキー
ユーリー1世ドルゴルーキー（ロシア語: Юрий I Владимирович 'Долгорукий' 、1099年頃 - 1157年5月15日）は、スーズダリ公、ペレヤスラヴリ公、キエフ大公（在位：1149年 - 1150年、1150年、1155年 - 1157年）。ウラジーミル2世モノマフの六男、母はコンスタンティノポリス貴族の娘。ドルゴルーキー（手長公）のあだ名は、彼が北東ルーシのスーズダリに居を構えつつ、しばしば南方キエフに攻め入り、これを占領したことに由来する。彼はモスクワの建設者としても知られる。洗礼名はゲオルギイ。

## 北東ルーシの開拓
ユーリー・ドルゴルーキーの正確な出生年は不詳である。いくつかの年代記では、兄ヴャチェスラフ1世（1080年代生）が「お前が生まれたとき俺はすでに髭を生やしていた」といったと伝える。ここから逆算すると、ユーリー1世の出生年は1099年から1101年頃と推定される。
1108年、ユーリーは父ウラジーミル2世モノマフによって、北東ルーシのヴラジーミル・スズダリ公に任じられた。ユーリーははじめロストフを首府としたが、地元の貴族と対立し、1112年スズダリに首都を移した。この地方は、人口が疎らであり、ユーリーは領内に多くの砦を築いて人を住まわせた。1134年にはクスニャティン、1152年にはペレスラヴリ・ザレスキーとユリエフ・ポリスキー、1154年にはドミトロフを開基した。トヴェリ、コストロマ、ヴォログダもしばしば彼の開基になるものとされる。1147年、ユーリーはチェルニゴフ公スヴャトスラフ・オレゴヴィチとモスクワと呼ばれる場所で会合を行った。これは史料にあるモスクワへの最古の言及であり、この年をもって一般にモスクワの開基の年と見なしている。1156年、ユーリーはモスクワに木の壁と堀を築いて備えとした。

## キエフへの野心
ユーリーは北東ルーシの有力諸侯であることに甘んじず、キエフ大公の座を狙っていた。しばしば南西ルーシのキエフに攻め入り、その政争に関与したことから、「手長公」ドルゴルーキーの名が付いた。1132年、ユーリーの最年長の兄でキエフ大公のムスチスラフ1世が亡くなると、「ルーシの国は分裂した」と年代記は伝える。ユーリーはただちにチェルニゴフの諸公に宣戦し、ノヴゴロドで自分の息子に戴冠し、南のペレヤスラフを占領した。のちにノヴゴロドの住民がユーリーより離間すると、彼はノヴゴロドの主要な要塞都市トルジョークを占領してこれに報いた。
1147年、ユーリーはキエフとの戦いを始め、2年後にキエフを占領したが、1151年には甥のイジャスラフ2世（1097年頃-1154年）によりキエフを放逐された。1155年にユーリーは再びキエフを手中に収めるが、1157年に急逝すると、キエフには反スズダリを叫ぶ蜂起が起こった。キエフ市民はイジャスラフ3世を大公として招いた。ユーリーの墓はキエフにあるベレストヴォの救主聖堂に設けられたが、彼の遺体はそこには現存しない。

## 子女
『原初年代記』によれば、ユーリーは1108年1月12日に最初の結婚をした。妻はクマン人のハンであるアエパ・オセネヴィチ（オセン・ハンの子）の娘だった。二番目の妻エレナは夫より長生きし、コンスタンティノープルに移ったという。彼女の出自は詳らかでないが、19世紀初めの歴史家ニコライ・カラムジンは、彼女がコンスタンティノープル出身者だったからだと結論づけた。さらにエレナはユーリーの時代に東ローマ帝国を統治していたコムネノス朝の皇女だったというのが通説である。彼女はしばしばアレクシオス1世コムネノスの三男イサキオスの娘の一人ヘレナ・コムネナだったと推定されている。ユーリーは2度の結婚で少なくとも15人の子女をもうけた。
以下の年長の子供たちは最初の妻との間に生まれたと考えられる。
- ロスチスラフ（1151年4月6日没） - ペレヤスラヴリ公
- イヴァン（1147年2月24日没） - クルスク公
- オリガ（1189年没） - ガーリチ公ヤロスラフ・オスモムィスルと結婚
- アンドレイ・ボゴリュブスキー（1111年頃 - 1174年6月28日）
- マリヤ - ノヴゴロド・セーヴェルスキー公オレグ・スヴャトスラヴィチと結婚
- スヴャトスラフ（1174年1月11日没）
- ヤロスラフ（1166年4月12日没）
- グレプ（1171年没）
- ボリス（1159年5月12日没） - ベルゴロド公およびトゥーロフ公
- ムスチスラフ（1166年没） - ノヴゴロド公
- ヴァシリコ（1161年廃位） - スーズダリ公

以下の年少の子供たちは再婚相手エレナとの間に生まれたと考えられる。
- ミハイル（1176年6月20日没）
- フセヴォロド（1154年 - 1212年4月15日）
- ダヴィド
- ヤロポルク

## 顕彰
モスクワ市民は、ユーリー・ドルゴルーキーを開祖として尊び、彼の守護聖人である聖ゲオルギオスの龍退治を市の紋章にしている。1954年、その銅像がモスクワに建てられた。また、ロシア海軍のボレイ型原子力潜水艦1番艦「ユーリー・ドルゴルーキー」は彼の名にちなむ。加えて、彼の名を冠したハイクラスウォッカ、ユーリー・ドルゴルーキーも存在する。